# Leisteenlandschap van Noordwest-Wales
Het Leisteenlandschap van Noordwest-Wales is de naam waaronder sites van cultureel werelderfgoed in het noordwesten van Wales in het Verenigd Koninkrijk tijdens de 44e sessie van de UNESCO Commissie voor het Werelderfgoed in juli 2021 op de werelderfgoedlijst werden toegevoegd. 
De geselecteerde sites zijn exemplarisch voor de leisteenindustrie waarvan al artefacten uit de 1e eeuw ten tijde van de Romeinse provincie Britannia getuigen, waaronder het dak van het fort Segontium in het huidige Caernarfon.
De leisteenindustrie groeide langzaam tot het begin van de 18e eeuw en breidde zich vervolgens snel uit tot het einde van de 19e eeuw, toen de belangrijkste leisteenproducerende gebieden zich in het noordwesten van Wales bevonden. Daaronder vielen de Penrhyn-steengroeve bij Bethesda, de Dinorwic Quarry bij Llanberis, de Nantlle Valley-steengroeven en de ontginning in Blaenau Ffestiniog, waar de lei werd ontgonnen met mijnbouw in plaats van gedolven in een groeve. Penrhyn en Dinorwig waren de twee grootste leisteengroeven ter wereld en de Oakeley-mijn in Blaenau Ffestiniog was de grootste leisteenmijn ter wereld. 
Leisteen wordt hoofdzakelijk gebruikt voor dakbedekking, maar wordt ook geproduceerd als dikkere plaat voor verschillende toepassingen waaronder vloeren, werkbladen en grafstenen. 
Leisteen uit Wales werd door de International Union of Geological Sciences in oktober 2015 erkend als "Global Heritage Stone Resource", een natuurlijke gesteente dat wijdverspreid gebruik in de samenleving genoot.
De werelderfgoedsites in 2021 erkend onder de groepsinschrijving omvatten meerdere steengroeven, of quarries, valleien en spoorlijnen, meer specifiek de Penrhyn quarry, de Ogwen Valley, de Dinorwic quarry, de Nantlle Valley, de Gorseddau en Prince of Wales quarries, Ffestiniog en Porthmadog, inclusief de Ffestiniog Railway en de Abergynolwyn en Bryn Eglwys quarry, inclusief de Talyllyn Railway.
Het leisteenlandschap van Noordwest-Wales illustreert de transformatie die de industriële winning van leisteen en de mijnbouw teweegbrachten in de traditionele landelijke omgeving van de bergen en valleien van het Snowdon-massief. Het gebied, dat zich uitstrekt van bergtop tot zeekust, bood mogelijkheden en beperkingen die werden gebruikt en uitgedaagd door de grootschalige industriële processen ondernomen door landeigenaren en kapitaalinvesteerders, die het agrarische landschap herschiepen in een industrieel centrum voor de productie van leisteen tijdens de industriële revolutie (1780-1914). De groepsinschrijving omvat zes componenten. Steengroeven en mijnen, archeologische sites in verband met industriële  leisteenverwerking, historische nederzettingen, zowel voortbestaande als archeologische sites, historische tuinen en grote landhuizen, havens, havens en kades, en spoor-en wegenstelsels ter illustratie van de functionele en sociale verbanden van het historische industriële leisteenlandschap. Het landgoed was van internationaal belang, niet alleen voor de uitvoer van leisteen, maar ook voor de uitvoer van technologie en geschoolde arbeiders van de jaren 1780 tot het begin van de 20e eeuw. Bij de erkenning als werelderfgoed werd erkend dat de site een voortrekkersrol op dit gebied speelde en model stond voor andere leisteengroeven in verschillende delen van de wereld. UNESCO beschouwt het ook als een belangrijk en opmerkelijk voorbeeld van de uitwisseling van materialen, technologie en menselijke waarden.